# Six Point Group
Six Point Group fue una organización feminista británica fundada por Lady Rhondda en 1921 para defender cambios en la ley del Reino Unido en seis áreas.

## Objetivos
Los seis objetivos específicos en el momento de su constitución eran:
1. Legislación satisfactoria sobre agresión infantil;
2. Legislación satisfactoria para madres viudas;
3. Legislación satisfactoria para madres solteras y sus hijos;
4. Igualdad de derechos de tutela para los padres casados;
5. Igualdad salarial para las profesoras
6. Igualdad de oportunidades para hombres y mujeres en la función pública.

Estos luego evolucionaron hacia seis puntos generales relativos a la igualdad para las mujeres: política, en lo laboral, moral, social, económico y legal.

## Historia
El grupo fue fundado por Margaret Haig Thomas, lady Rhondda en 1921 para presionar por cambios en la ley del Reino Unido en seis áreas. La secretaria de 1921 a 1926 fue la exsufragista Winifred Mayo. Durante la década de 1920, estuvo activo en tratar de que la Sociedad de Naciones aprobara un Tratado de Igualdad de Derechos.
El grupo hizo campaña sobre los principios de igualdad real entre hombres y mujeres. Este 'viejo feminismo' o 'feminismo de la igualdad' a veces contrastaba con el 'nuevo feminismo' o el 'feminismo del bienestar' de otros grupos de mujeres de la época, como la Unión Nacional de Sociedades de Sufragio Femenino, que buscaba una legislación proteccionista que se aplicara solo a mujeres.
Los miembros incluían exsufragistas militantes, como Dorothy E. Evans, Florence Macfarlane, Monica Whately y Helen Archdale, así como mujeres más jóvenes como Winifred Holtby, Vera Brittain y Caroline Haslett. Aunque el número de miembros era generalmente inferior a 300, el Six Point Group ejerció una influencia política considerable en los años de entreguerras y durante la Segunda Guerra Mundial. Hizo campaña con métodos constitucionales tradicionales. Gran parte de su trabajo se realizó a través de su revista, Time and Tide. También realizó gestiones ante los ministros del gobierno correspondientes, organizó manifestaciones públicas y escribió cartas a los principales periódicos.
Desde 1933, junto con el Open Door Council, encabezó el movimiento por el derecho al trabajo de las mujeres casadas.
Fue responsable de establecer el Consejo de Reforma del Impuesto sobre la Renta y, en 1938, la Married Women's Association.
Durante la Segunda Guerra Mundial, el Six Point Group hizo campaña sobre una variedad de temas. Ellas protestaban por el hecho de que las voluntarias de los Servicios de Defensa Civil recibían solo dos tercios del salario de los hombres. Objetaron que la compensación prevista por la Ley de Lesiones Personales (Disposiciones de Emergencia) de 1939 estaba sesgada entre destinatarios masculinos / femeninos. Se involucraron estrechamente en la Campaña de Igualdad de Compensación de 1941 a 1943 y, posteriormente, tuvieron representantes junto con el Open Door Council y la Fawcett Society en el comité de la Campaña de Igualdad de Remuneración de 1944 para garantizar la igualdad de remuneración en el Servicio Civil.
El grupo continuó teniendo influencia política significativa en el período de posguerra. Participó en las protestas para modificar la Ley de Bienes y Procedimientos Matrimoniales para brindar más protección financiera a las mujeres casadas.
Desde 1967, el grupo participó activamente en la coordinación de otros grupos de mujeres en una serie de cuestiones. Su secretaria en la década de 1970 fue Hazel Hunkins Hallinan. Desde finales de la década de 1970, el grupo entró en declive al no conseguir atraer mujeres más jóvenes. Quedó en suspenso en 1980 y finalmente se disolvió en 1983.

## Archivo
- Los archivos de Six Point Group se encuentran en la  Women´s Library de la Universidad Metropolitana de Londres, ref. 5SPG